# Microporella pulchra
Microporella pulchra är en mossdjursart som beskrevs av Masayoshi Suwa och Shunsuke F. Mawatari 1998. Microporella pulchra ingår i släktet Microporella och familjen Microporellidae. Inga underarter finns listade i Catalogue of Life.